# Madeleine Pyk
Rosa Madeleine Pyk, född 24 februari 1934 i Stockholm, är en svensk målare, tecknare och grafiker samt författare. 
Madeleine Pyk är dotter till direktören Ragnar Pyk och Barbro Pyk, född Siwertz. Hon utbildade sig vid Konstfackskolan 1951–1955 och vid Kungliga Konsthögskolan 1963–1967. Hon har illustrerat böcker, bland annat åt Jacques Werup och Barbro Lindgren, men har även skrivit egna böcker. Hennes första bok var Marmorbadaren med texturval och bearbetning av Gabriella Danver och Kri Bohm, utgiven 1976 av Forum. Boken Jag leker att jag lever (1990) av Anja Notini, och filmen Boxas med molnen (1987) av Kerstin Odhencrans handlar om Madeleine Pyk.
Madeleine Pyk tilldelades 2008 Illis Quorum. Hon finns representerad på bland annat Moderna museet och Örebro läns landsting.